# Paul Felgentreff

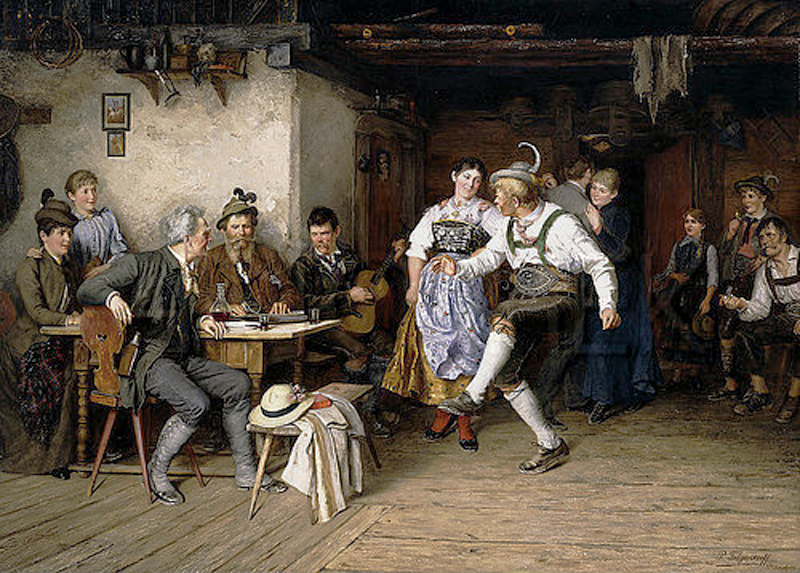
In einer Weinstube

Paul Felgentreff (* 3. August 1854 in Potsdam; † 1933 in München) war ein deutscher Landschafts- und Genremaler.
Felgentreff studierte an der Königlichen Kunstakademie und Kunstgewerbeschule zu Leipzig  bei Ludwig Nieper. Nach dem Studienabschluss unterrichtete er von 1879 bis 1884 Lithografie an der gleichen Hochschule. 1884 siedelte er nach München über, studierte seit dem 21. April 1884 bis 1890 an der Königlichen Akademie der Künste in München bei Otto Seitz und später bei Franz von Defregger.
Danach wurde er in München als freischaffender Genremaler tätig. Er schuf hauptsächlich Bilder aus dem bayrischen und tirolischen Volksleben. Seine Werke waren von der Kunst Defreggers beeinflusst. Er nahm seit 1891 an Kunstausstellungen in Berlin, München und Dresden teil.